# Корабельна площа
Пло́ща Корабельна  — площа у Корабельному районі Херсона. До площі сполучаються: вулиця Чайковського, вулиця Качельна, Корабельний спуск, вулиця Богородицька, вулиця Острівська.

## Історія
Першою спорудою на території сучасної площі був військовий шпиталь, збудований на початку 80-х років XVIII століття. Потім, тут розміщувалися перші кузні міста. Їх кількість досягала 12. У роки радянської влади жителів почали централізовано забезпечувати заводськими металевими виробами, і це призвело до зникнення кузень. Від частини Корабельної площі аж до річки Кошової, Забалка відокремлювалася від міського Форштадта неглибокою пологою балкою. Уздовж неї, з боку міста, була зроблена невелика, покрита кам'яною бруківкою насип — для проїзду екіпажів до соляних магазинів, що розташовувалися біля річки Кошової. Тут же в кінці XVIII століття, на березі, склалолся візництво: селяни лівобережних районів на човнах доставляли сюди різні сільськогосподарські продукти, а місцеві візники відвозили їх в місто або на Забалку, на базар. Візництво це, ще називали Зеленим Базаром.
Уже в XX столітті, в довоєнні роки, від Корабельної площі був перекинутий не надто надійний дерев'яний наплавний міст через річку Кошову, щоб з'єднати місто з островом, де знаходилося селище Нафтогавань і суднобудівні заводи. Коли судну або баржі потрібно було пройти по річці, міст доводилося розводити за допомогою ручної лебідки. У зв'язку з будівництвом суднобудівного заводу на колишню бруківку намили пісок, набагато підняли її над колишнім рівнем і розширили, а в 1952 році замість дерев'яного було споруджено сучасний залізобетонний транспортно-пішохідний міст. Він пов'язав острів з містом тролейбусною та автобусною лініями.
В 1975 році від Корабельної площі до провулка Йосипа Пачоського було прокладено водозабірний колектор з труб двометрового діаметра, історична Балка близько двох кілометрів повністю зникла. Поруч з колектором були прокладені і каналізаційні труби. Тут були проведені великі роботи з благоустрою: взята в лотки і забетонована Балка, до 12 метрів розширена проїжджа частина вулиці Качельної, прокладені тротуари, бордюри, змонтована тролейбусна лінія, знесений ряд старих будинків. Ось так на цьому місці з'явилася нова широка площа, яку назвали Корабельна. Посередині площі влаштований великий квітник.
Наприкінці жовтня 1990 року вздовж водозаборного колектора проклали асфальтну дорогу від Корабельної площі до Кавалерійського провулка — вулицю Колодязну.